# John Halifax
John Halifax é um filme britânico de 1938, do gênero drama, dirigido por George King e estrelado por John Warwick, Nancy Burne e Roddy McDowall. É baseado no romance John Halifax, Gentleman, de Dinah Maria Mulock.

## Elenco
- John Warwick – John Halifax
- Nancy Burne – Ursula March
- Ralph Michael – Phineas Fletcher
- D. J. Williams – Abel Fletcher
- Brian Buchel – Lord Luxmore
- Billy Bray – Tully
- Elsie Wagstaff – Jael
- W.E. Holloway – Sr. Jessop
- Hugh Bickett – Doutor Grainger
- Roddy McDowall – Garoto